# Jackie McInally
Jackie McInally (Ayr, 21 november 1936 – aldaar, 9 juli 2016) was een Schots voetballer die als aanvaller speelde.
McInally begon zijn loopbaan in amateurvoetbal met Kello Rovers, Minishant Amateurs en Crosshill Thistle. Hij speelde vervolgens voor Kilmarnock waar hij won de 1965 Schots kampioenschap. McInally speelde ook voor Motherwell en Hamilton Academical.